# Lia Mittarakis
Lia Mittarakis ( Lapa, Rio de Janeiro, 28 de julho de 1934–1998) foi uma pintora de arte naïf do Brasil.

## Biografia
Filha de pai grego e mãe descendente de gregos, foi morar na Ilha de Paquetá, sua maior inspiração na pintura.
Pouco conhecida no Brasil, mas de fama internacional em vários países, chegou a pintar até mesmo para a capa da revista Time, na época do Rio 92.
Entre tantas participações, chegou a pintar um cartão de Natal para a UNICEF em 1994, revistas diversas e até um bilhete da Loterj.
Participou de vários exposições e mostras, entre elas em 1964 do Salão do Paquetá Iate Clube, em 1970 em Spoleto na Itália: "Naïfs del Brasil, Naïfs di Haiti" e muitas outras.
Suas obras estão expostas hoje em museus e locais como o Museu do Vaticano, Museu de L'Île-de-France, Museu de Milão, Museu Nacional de Belas Artes, Palácio de Mônaco, Instituto Brasileiro do Café (Nova Iorque), Museu Internacional de Arte Naïf do Brasil, Organização das Nações Unidas e coleções particulares na Suíça, Inglaterra, Estados Unidos, Portugal, Itália, Alemanha, Argentina,Espanha e outros países. O Papa João Paulo II tinha um quadro da artista.
Entre seus quadros está um de 4 por 7 m., considerado um dos maiores de arte naïf do mundo, que representa toda a cidade do Rio, exposto no Museu Internacional de Arte Naïf do Brasil.
Vítima de diabetes, tinha perdido parte da visão, por isso passou a pintar apenas painéis grandes. 
Suas filhas, Mariangela e Magda Mittarakis, também são pintoras.

## Carreira e obras
Em 1964, Lia fez sua primeira mostra individual, na Galeria Barcinsky e anos depois repetiu o feito na Galeria Vernon, Galeria Ricardo Montenegro e Galeria Jean-Jacques. Além disso, atuou em iniciativas coletivas em países como a Itália, os Estados Unidos e Portugal. Lia também expôs no Primeiro Encontro Carioca de Pintura Ingênua, em 1977, no Rio de Janeiro.
Suas pinturas foram muito inspiradas no cotidiano carioca, com a presença de cores vibrantes e de figuras e locais característicos da cidade. Um exemplo disso é o panorama intitulado Rio de Janeiro, gosto de você, gosto desta gente feliz, feito pela pintora entre 1983 a 1989 no Museu Internacional de Arte Naif do Brasil, localizado também  no Rio de Janeiro. 